# Рахсан Роланд Кърк
Рахсан Роланд Кърк (на английски: Rahsaan Roland Kirk) е американски джаз музикант, изпълнител на много инструменти, включително тенор саксофон, флейта и други. Известен е с яркото си присъствие на сцената, когато по време на виртуозните импровизации той обменя остроумни реплики, изнася политически тиради и свири на няколко инструмента едновременно.

## Биография
Рожденото име на Кърк е Роналд Теодор Кърк. Неговият роден град е Кълъмбъс, Охайо, но решава да размени мястото на две от буквите в малкото си име, за да стане Роланд. Когато е много малък, той е подложен на ниско медицинско обслужване, и остава сляп. През 1970 г. към името си добавя Рахсан, след като го чува докато сънува.
Кърк предпочита да ръководи своите групи и затова рядко свири като сайдмен. Това правило е нарушено от сътрудничествата му с аранжора Куинси Джоунс и барабаниста Рой Хейнс, а времето с контрабасиста Чарлз Мингъс е много значимо. Едно от най-известните му записани представления е водещата флейта и соло на Soul Bossa Nova, което е хитова песен от 1964 г., повторно популяризирана от филмите за Остин Пауърс.
Начинът му на изпълнение се корени в соул джаза или хард бопа, но познанията му по историята на джаза му позволяват да почерпи от много елементи от музикалното минало – от рагтайм, до суинг и фрий джаз. Кърк също така приема класически влияния, и естетиката му отразява елементи от поп музиката, композирана от имена като Смоуки Робинсън и Бърт Бакарак, както и Дюк Елингтън, Джон Колтрейн и други джаз музиканти. Основният му инструмент е тенор саксофона, допълнен от няколко сакса, и контрастиран от лекия звук на флейтата. Понякога свири на няколко духови инструмента едновременно, хармонирайки със себе си, или задържайки една нота за дълго време като използва кръгово дишане, или свирейки рядката, едва чуващата се носова флейта. Някои от инструментите му са екзотични или ръчно направени, но дори когато свири на два или три саксофона едновременно, музиката му е заплетен, мощен джаз, със силно чувство за блуса.